# 泉明日菜
泉 明日菜（いずみ あすな、1995年12月26日 - ）は、福島県出身の日本のタレント、歌手、女優、アイドル。元サンスポアイドルリポーター SIRの第8期メンバーである。愛称は「いずみん」。ジャスティスジャパンエンターテイメント所属。

## 人物
- 身長154cm、血液型A型[2]。
- 好きなものはアニメと爬虫類、昆虫食を食べに行くこと[1]。
- 趣味・特技はアニメ鑑賞、ポートレート、バスケットボール、長距離走、テニス6年（県ベスト16）歌、ダンス、空手、落語、日本舞踊など[2]。
- おすすめの昆虫食はセミの素揚げ。
- SIRでのイメージカラーは「ラッキーオレンジ」、キャッチコピーは候補生時代は「アイドル界の爬虫類昆虫科アニメ族！好きなことには一直線！」[要出典]、正規メンバー昇格後は「元気いっぱい！夢いっぱい！ 百折不（橙）撓に一直線！」[1]。
- SIRの候補生に選出されるまでアイドル活動をしたことがなかった。

## 来歴
- 2018年11月、サンスポアイドルリポーターSIR8期候補生に選出される。
- 2019年1月、8期候補生の中からグランプリを獲得しサンスポアイドルリポーターSIRに正式加入する。
- 2020年5月、健康上の都合でサンスポアイドルリポーターを脱退。3月末頃から体調不良のため療養していた[3]。

## 出演

### テレビ
- 「開店!SIRのパチスキ!」（2015年11月 - 2020年3月、TOKYO MX）

### インターネット放送
- SIRパチンコ放送局「新装開店!SIRの生パチ!」（2015年11月7日～ 、ニコニコ生放送公式チャンネル）
- 「ペーパーアイドル」（2016年7月9日 - 、文化放送超!A&G+）

### 舞台
- フェスティバルトーキョー’15 「ブルーシート」イズミ役[2]
- アフレコ劇「欲望という名の銀行」宮城なつみ役[2]
- 2019年10月 朗読劇「Dream Lesson in2019 autumn」幸子役
- 2020年3月 時空警察ヴェッカーЯ 春ノ刻「咲想パルティーレ」 笹野原留美/笹野原燈子役